# Octave Joly
Octave Joly (Momignies, 5 maggio 1910 – Bruxelles, 7 giugno 1988) è stato un fumettista belga.
È noto soprattutto per aver sceneggiato Les Belles Histoires de l'oncle Paul dal 1951 al 1976, per un totale di circa 1.100 storie.

## Biografia
Octave Joly nasce il 5 maggio 1910 a Momignies, nella provincia di Hainaut. Studia in un istituto agrario, sognando una carriera da marinaio, ma alla fine si dedica al giornalismo. La sua carriera inizia nel 1930, quando pubblica il suo primo articolo sul settimanale Ciné-miroir. Scrive alcuni racconti di viaggio per il quotidiano belga Le Soir, ma deve interrompere le sue attività per prestare il servizio militare. Tra il 1934 e il 1939, Joly scrive diversi articoli e rubriche di opinione per il giornale belga L'Opinion Publique. Ancora una volta, gli obblighi militari interferiscono con la sua carriera letteraria quando viene mobilitato durante la Seconda Guerra Mondiale. Nel 1940, le truppe naziste lo fecero prigioniero di guerra. Dopo la guerra, diventa vice caporedattore della rivista L'Informateur-Midi e nel 1947 diventa sceneggiatore e operatore per uno studio cinematografico. Joly scrive pubblicità per Radio Luxembourg. Diventa sceneggiatore per lo studio cinematografico di Claude Misonne e, tra il 1949 e il 1955, scrive oltre cinquecento spot pubblicitari per l'agenzia Vandam-K.H., per i quali vince anche un premio internazionale di pubblicità.
Octave Joly, giornalista freelance che lavora per il World's3 di Georges Troisfontaines, pubblica il 9 agosto 1951 su Spirou il primo Oncle Paul (Comment naquit la Marseillaise), illustrato da Dino Attanasio.Contemporaneamente, scrive la sceneggiatura della biografia di Stanley, disegnata da Victor Hubinon. Nel 1955, scrive anche Tom et Nelly per Albert Uderzo in Risque-Tout ,.
Lavora anche agli esordi di Pilote con Eddy Paape, raccontando la storia La Merveilleuse histoire de Saint-Nicolas e creando tavole di gioco. Nel 1962 ha pubblicato alcuni racconti su Vaillant.

## Altre attività
- Direttore del mensile illustrato À travers le monde (1931-1932)
- Segretario di redazione e capopagina del settimanale belga L'Opinion publique (1934-1939)
- Vice caporedattore del quotidiano L'Informateur-Midi (1945)
- Sceneggiatore di cortometraggi pubblicitari per l'agenzia Vandam-K.H. (1949-1955).

## Opere

### Album di fumetti

#### Marco Polo
1 Marco Polo, Michel Deligne, Bruxelles, 1977
Sceneggiatura: Octave Joly - Disegno: Albert Uderzo - Copertina: Jacques Géron - Colori: b&n,
Formato normale.
2 Le Mystère du dragon noir, Michel Deligne, Bruxelles, 1977
Sceneggiatura: Octave Joly - Disegno: Pierre Dupuis - Copertina: Jacques Géron - Colori: b/n,

## Dopo la scomparsa
Thierr Martens,y ex caporedattore di Spirou, con lo pseudonimo di M. Archive, gli ha reso omaggio in quel settimanale nel numero 2632 del 21 settembre 1988:
"Solo l'età ha rallentato la sua scrittura alla fine degli anni Settanta. Da allora lo zio Paul è andato in pensione. Ricordiamo ancora la sua voce e le sue storie."

### Periodici
- M. Archive alias Thierry Martens, "Dossier Spirou: Qui est qui?", Spirou (supplément), Dupuis, n. 1652, 11 dicembre 1969, p. 3  M. Archive alias Thierry Martens, "Dossier Spirou: Qui êtes-vous Mr. Joly?", Spirou (supplément), Dupuis, n. 1660, 5 febbraio 1970, p. 1.  M. Archive alias Thierry Martens, "La dernière histoire de l'Oncle Paul", Spirou, Dupuis, n. 2632, 21 settembre 1988, pp. 5-6 (ISSN 0771-8071.e    Hugues Dayez, "Les aventures d'un journal : L'usine de l'Oncle Paul", Spirou, Dupuis, n. 3727, 16 settembre 2009, p. 29 (ISSN 0771-8071)  Lewis, "Ricorda Brouyère", Hop!, AEMEGBD, n. 45, 1989 (ISSN 0768-9357)..

### Articoli
- Gilles Ratier, «Les premières «Belles Histoires de l’Oncle Paul»… », BDZoom, 26 novembre 2013

| Controllo di autorità | VIAF (EN) 51691338 · ISNI (EN) 0000 0000 7103 0363 · LCCN (EN) no2009140421 · BNF (FR) cb11908958k (data) |